# Zimmerli (Unternehmen)
Die Zimmerli Textil AG mit Sitz in Zürich ist ein Schweizer Hersteller von Unterwäsche und Nachtwäsche. Das Unternehmen produziert seit 1871 Kollektionen für Damen und Herren in der Schweiz. Es exportiert seine Produkte in 55 Länder. Zuschnitt, Näherei sowie der Vertrieb befinden sich in der hauseigenen Manufaktur in Mendrisio im Kanton Tessin. Zimmerli positioniert sich im oberen Marktsegment.

## Geschichte

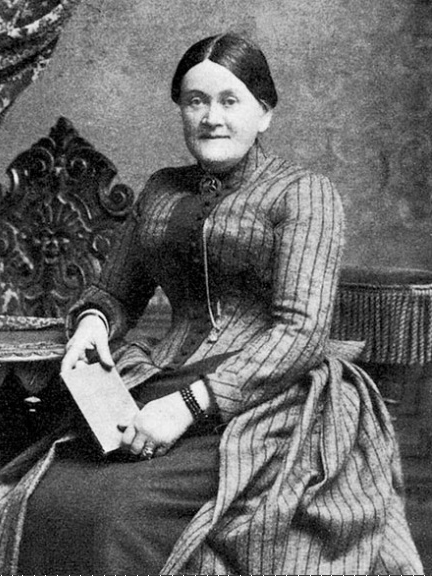
Die Gründerin Ida Pauline Bäurlin

Die Unternehmens-Wurzeln reichen bis 1871, als Pauline Zimmerli-Bäurlin (1829–1914) mit der maschinellen Fertigung von Strümpfen und Herrensocken begann und kurze Zeit später mehrere Arbeiterinnen anstellte. 1874 erfand sie eine neue Strickmaschine, welche die 1860 von William Cotton erfundene Maschine weiterentwickelte. Damit begann sie mit der Herstellung gerippter Stoffe und Unterwäsche. Zusammen mit zwei ihrer Söhne baute Pauline Zimmerli-Bäurlin das Unternehmen schrittweise aus. Die Ware gelangte dabei auch in den Export und erregte auf der Pariser Weltausstellung 1878 Aufsehen. Noch im selben Jahr wurden die Feinstrickerzeugnisse im Pariser Warenhaus Le Bon Marché angeboten.
Im Jahr 1888 wurde das Familienunternehmen durch Pauline Zimmerli-Bäurlins leiblichen Sohn Oscar (die übrigen Kinder stammten aus der ersten Ehe ihres Mannes) in eine Aktiengesellschaft umgewandelt und innerhalb eines Jahres die eigene, neu erstellte Fabrik in Aarburg in Betrieb genommen. Die Strickwaren wurden in der Folge mehrmals ausgezeichnet, unter anderem mit der Goldmedaille an der Weltausstellung von 1889 und 1900 in Paris sowie 1910 in Brüssel.
1920 übernahm eine neue Direktion die Unternehmensführung. Die von der Gründerfamilie eingeschlagene Strategie, sich auf die Herstellung hochfeiner Damen- und Herrenunterwäsche zu konzentrieren, wurde zunächst beibehalten. Zu den zwischenzeitlich auch in Frankreich aufgebauten Produktionsstandorten kam 1965 eine weitere in Coldrerio hinzu. Später setzte eine Strukturkrise in der Textilbranche dem Unternehmen zu. 
1992 übernahmen die Cousins Walter und Hans Borner zunächst den Tessiner Produktionsbetrieb Zimmerli Coldrerio SA und 1997 auch die Zimmerli Textil AG in Aarburg. Unter der neuen Leitung wurde 1998 die vor Jahrzehnten aufgegebene Produktion von Damenunterwäsche wieder aufgenommen und die Marke kontinuierlich wieder aufgebaut. 2006 wurde Walter Borner zum Schweizer Unternehmer des Jahres gewählt.
Im Zuge der Nachfolgeregelung wurde das Unternehmen 2007 an die heute in Kloten ansässige «v. Nordeck International Holding AG» veräussert. Mit der Eröffnung des ersten Flagship-Stores an der Rue St. Honoré in Paris startete Zimmerli of Switzerland die Expansionsstrategie und vertreibt seine Kollektionen seit 2014 über einen eigenen Online-Vertriebskanal.
2016 gründete Zimmerli Textil AG die Zimmerli Shanghai Trading Co. Ltd. und eröffnete die erste Zimmerli-Boutique in China. Ende 2016 zählte die Schweizer Marke 15 Monobrand-Boutiquen.
2020 erhielt die Zimmerli mit János Heé einen neuen CEO, der unter anderem die Digitalisierung des Unternehmens vorantrieb. Ebenfalls seit 2020 sind sämtliche Produkte von Zimmerli Made in Green zertifiziert. Die Handelszeitung berichtete 2019, dass Fachleute den Umsatz des Unternehmens auf rund 20 Millionen Franken schätzen.
Seit dem Jahr 2021 ist Pascal Höhener CEO des Schweizer Traditionsunternehmens. Im Jahr 2024 wurde der Hauptsitz nach Zürich verlegt. Die Schweizer Produktion bleibt unangetastet in Mendrisio, Schweiz.

## Trivia
Seit Ende der 1970er Jahre wird Unterwäsche von Zimmerli von Hollywood-Stars in Filmen getragen. Sylvester Stallone trug in seiner Rolle als Boxer «Rocky» ein Unterhemd von Zimmerli. Auch Clint Eastwood, George Clooney, Bruce Willis und Donald Sutherland trugen Unterwäsche der Firma.